# Districten van Botswana
Botswana is bestuurlijk onderverdeeld in negen districten. De huidige indeling ontstond in 2001 toen de districten Chobe en Ngamiland werden samengevoegd tot North-West. Zeven steden binnen de districten vallen niet onder het districtsbestuur en hebben een eigen bestuur. Deze hebben als city of town een andere aanduiding. De districten zijn verder verdeeld in subdistricten.  
| District   | Hoofdstad   | Opp. (km²) | Inw. (2001) | Kaart                   |
| ---------- | ----------- | ---------- | ----------- | ----------------------- |
| Central    | Serowe      | 147.730    | 563.260     | Districten van Botswana |
| Ghanzi     | Ghanzi      | 117.910    | 33.170      | Districten van Botswana |
| Kgalagadi  | Tshabong    | 106.940    | 42.049      | Districten van Botswana |
| Kgatleng   | Mochudi     | 7960       | 73.507      | Districten van Botswana |
| Kweneng    | Molepolole  | 35.890     | 230.335     | Districten van Botswana |
| North-East | Francistown | 5120       | 132.422     | Districten van Botswana |
| North-West | Maun        | 129.930    | 142.970     | Districten van Botswana |
| South-East | Gaborone    | 1780       | 276.319     | Districten van Botswana |
| Southern   | Kanye       | 28.470     | 186.831     | Districten van Botswana |